# Sumoto
Sumoto (japanska: 洲本市?, Sumoto-shi) är en stad i Hyōgo prefektur i Japan. Staden fick stadsrättigheter 1940. Sumoto omfattar den centrala delen av ön Awaji.